# Джоджо Сива
Джоджо Сива (на английски: JoJo Siwa) е американска певица, танцьорка и актриса.

## Биография
Родена е на 19 май 2003 година в Омаха в семейството на чакръкчия и учителка по танци. Придобива известност през 2012 година с участието си в телевизионен конкурс по танци. През следващите години участва в други танцови предавания, издава свои поп песни и провежда няколко турнета.
През април 2021 г. се разкрива като пансексуална.